# Нижнее Каллиоярви
Нижнее Каллиоярви — пресноводное озеро на территории Луусалмского сельского поселения Калевальского района Республики Карелии.

## Общие сведения
Площадь озера — 1,6 км². Располагается на высоте 194,3 метров над уровнем моря.
Форма озера лопастная, продолговатая: оно более чем на 4 км растянуто с северо-запада на юго-восток. Берега изрезанные, преимущественно скалистые.
С южной стороны озера берёт начало река без названия, которая впадает по правому берегу в реку Ухту в свою очередь впадающую в озеро Среднее Куйто.
В озере не менее десятка безымянных островов различной площади, однако их количество может варьироваться в зависимости от уровня воды.
Код объекта в государственном водном реестре — 02020000811102000004692.